# Paulo Sousa
Paulo Manuel Carvalho Sousa (født 30. august 1970 i Viseu, Portugal) er en tidligere professionel fodboldspiller fra Portugal, der spillede som midtbanespiller hos flere europæiske klubber, samt for Portugals landshold. Af hans klubber kan blandt andet nævnes SL Benfica og Sporting Lissabon i hjemlandet, tyske Borussia Dortmund samt RCD Espanyol i Spanien. Han er i øjeblikket træner for det polske landshold.

## Landshold
Sousa spillede i årene mellem 1991 og 2002 51 kampe for Portugals landshold. Han repræsenterede sit land ved EM i 1996, EM i 2000 samt VM i 2002.